# Gais 1957/1958
Fotbollsklubben Gais spelade säsongen 1957/1958 i allsvenskan. Klubben slutade på sjätte plats i den så kallade "mammutserien", som spelades under höst–vår–höst för att vända serien till kalenderår till säsongen 1959.

## Allsvenskan

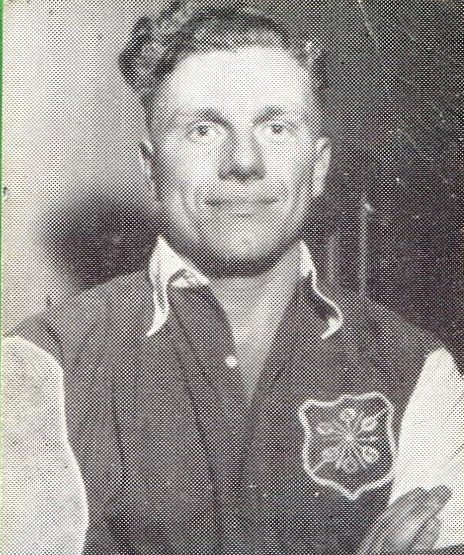
Veteranen Rune Jingård var en av fyra spelare som spelade samtliga Gais matcher denna säsong.

Den 33 matcher långa serien höst–vår–höst, i kombination med ett långt VM-uppehåll sommaren 1958, innebar tätt matchande under hösten 1957. Gais låg hela säsongen i mitten av tabellen, men ekonomiskt gick det inte lika bra. Efter VM var svenskarna mätta på fotboll, och publiksiffrorna gick ner.
Gais försvar var lika stabilt som vanligt, med målvakten Leif Andersson som säker sista utpost, Rune Jingård på vänsterbacken och Leif Forsberg som centerhalv. Dessa tre var tillsammans med forwardsstjärnan Karl-Alfred Jacobsson de enda som spelade samtliga 33 matcher i serien, och Andersson nämndes som en tänkbar ersättare till "Rio-Kalle" Svensson i landslagsmålet.
När säsongen var över den 19 oktober 1958 återfanns Gais på en sjätteplats med 33 poäng, långt efter segrande IFK Göteborg. Gais hade släppt in minst mål i hela allsvenskan, 41 stycken, men samtidigt bara gjort 44. Efter säsongen lämnade Karl-Alfred Jacobsson klubben för att bli spelande tränare i division III-laget Tranemo IF. Han skulle dock göra en sista match för Gais i första omgången 1959.

### Tabell
| Nr | Lag                 | S  | V  | O  | F  | GM | IM | MS  | P  |
| -- | ------------------- | -- | -- | -- | -- | -- | -- | --- | -- |
| 1  | IFK Göteborg        | 33 | 22 | 3  | 8  | 92 | 49 | +43 | 47 |
| 2  | IFK Norrköping (RM) | 33 | 20 | 7  | 6  | 74 | 43 | +31 | 47 |
| 3  | Djurgårdens IF      | 33 | 16 | 10 | 7  | 69 | 48 | +21 | 42 |
| 4  | Malmö FF            | 33 | 16 | 8  | 9  | 62 | 49 | +13 | 40 |
| 5  | Hälsingborgs IF     | 33 | 14 | 8  | 11 | 70 | 56 | +14 | 36 |
| 6  | Gais                | 33 | 12 | 9  | 12 | 44 | 41 | +3  | 33 |
| 7  | IFK Malmö           | 33 | 11 | 6  | 16 | 39 | 59 | −20 | 28 |
| 8  | Halmstads BK        | 33 | 11 | 6  | 16 | 47 | 68 | −21 | 28 |
| 9  | AIK                 | 33 | 8  | 10 | 15 | 47 | 55 | −8  | 26 |
| 10 | Sandvikens IF       | 33 | 9  | 8  | 16 | 50 | 61 | −11 | 26 |
| 11 | IFK Eskilstuna (U)  | 33 | 8  | 8  | 17 | 45 | 77 | −32 | 24 |
| 12 | Motala AIF (U)      | 33 | 6  | 7  | 20 | 35 | 68 | −33 | 19 |

### Seriematcher
| Lag             | Hemma    | Borta    |
| --------------- | -------- | -------- |
| IFK Göteborg    | 1–2      | 2–4, 1–2 |
| IFK Norrköping  | 2–2, 2–1 | 0–0      |
| Djurgårdens IF  | 1–1      | 0–1, 0–1 |
| Malmö FF        | 1–1      | 0–0, 1–2 |
| Hälsingborgs IF | 3–1, 2–2 | 1–0      |
| IFK Malmö       | 1–0      | 1–1, 3–0 |
| Halmstads BK    | 3–1, 2–3 | 0–1      |
| AIK             | 3–2, 1–0 | 0–2      |
| Sandvikens IF   | 1–1, 1–0 | 0–3      |
| IFK Eskilstuna  | 0–3      | 3–1, 6–0 |
| Motala AIF      | 0–2      | 2–1, 0–0 |

## Spelarstatistik

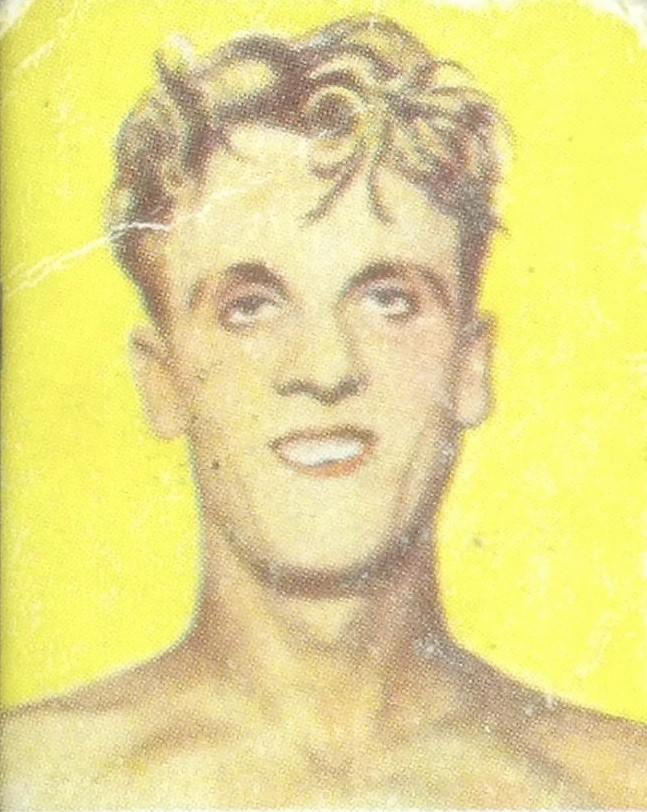
Karl-Alfred Jacobsson blev för sjunde och sista gången intern skyttekung i Gais.

| Spelare               | Matcher | Mål |
| --------------------- | ------- | --- |
| Karl-Alfred Jacobsson | 33      | 18  |
| Rune Jingård          | 33      | 1   |
| Leif Andersson (mv)   | 33      |     |
| Leif Forsberg         | 33      |     |
| Leif Linderoth        | 31      |     |
| Hans Olsson           | 30      | 6   |
| Kenneth Börjesson     | 24      |     |
| Nils Wirén            | 17      | 5   |
| Lars Olsson           | 17      | 3   |
| Lars Cato             | 16      |     |
| Bertil Andersson      | 12      | 5   |
| Sixten Hwatz          | 12      | 2   |
| Sanny Jacobsson       | 12      | 1   |
| Lennart Johansson     | 11      | 3   |
| Einar Smith           | 11      |     |
| Folke Fredriksson     | 9       |     |
| Lars Henriksson       | 9       |     |
| Kent Lybing           | 9       |     |
| Leif Skoglund         | 5       |     |
| Rolf Johansson        | 3       |     |
| Per-Olof Berg         | 1       |     |
| Sixten Nilsson        | 1       |     |
| Bo Palle              | 1       |     |